# 르완다의 경제
르완다의 경제는 성공적인 정부 정책으로 인해 급속한 산업화를 겪고 있다. 2000년대 초부터 르완다는 많은 르완다인들의 생활 수준을 향상시키는 경제 호황을 보아왔다. 정부의 진보적 비전은 빠른 경제변혁의 촉매제가 되어왔다. 르완다 대통령 폴 카가메는 싱가포르 경제 모델을 따르겠다는 야심에 주목했다.

## 역사

### 내전 및 대량학살 이전
1960년대와 1970년대에 르완다의 신중한 금융 정책은 관대한 외부 원조와 비교적 유리한 교역 조건과 결합되어 1인당 소득의 지속적인 성장과 낮은 인플레이션율로 이어졌다. 그러나 1980년대에 세계 커피 가격이 급격히 하락하자 성장이 불규칙해졌다.
1973년부터 1980년까지 연평균 GDP 성장률 6.5%였던 것과 비교하면 1980년부터 1985년까지 연평균 2.9%로 성장세가 둔화됐다가 1986년부터 1990년까지 정체됐다. 위기는 1990년 IMF 구조조정 프로그램의 첫 조치가 실행되면서 절정에 달했다. 전쟁 전에는 이 프로그램이 완전히 시행되지는 않았지만, 두 번의 큰 평가절하와 공시가격 폐지 같은 핵심 조치들이 제정되었다. 급여와 구매력에 대한 결과는 빠르고 극적이었다. 이 위기는 특히 교육받은 엘리트들에게 영향을 미쳤고, 그들 대부분은 공무원이나 국영기업에 고용되었다.
1994년 대량학살로 절정에 달한 내전 5년 동안 GDP는 5년 중 3년 만에 감소해 대량학살의 해인 1994년에는 40%가 넘는 빠른 감소세를 기록했다. 전후 첫해인 1995년의 실질 GDP가 9% 증가한 것은 경제 활동의 부활을 예고했다.

### 내전 및 대량학살 이후
1994년의 대량 학살은 르완다의 취약한 경제 기반을 파괴하고, 인구, 특히 여성을 심각하게 빈곤하게 만들었으며, 르완다의 민간 및 외부 투자 유치 능력을 약화시켰다. 그러나 르완다는 경제 안정과 재활에 있어 상당한 진전을 이루었다. 1998년 6월 르완다는 국제 통화 기금(IMF)과 구조조정 강화시설을 체결했다. 르완다는 또한 세계은행과 야심찬 민영화 프로그램에 착수했다.
전후 직후(1994년 중반에서 1995년까지) 3억 7,740만 달러 이상의 긴급 인도적 지원은 주로 르완다와 전쟁 중 르완다인들이 피난한 이웃 나라들의 난민 캠프에서 이루어졌다. 1996년 인도주의적 구호 원조가 재건과 개발 지원으로 전환되기 시작했다.
미국, 벨기에, 독일, 네덜란드, 프랑스, 중화인민공화국, 세계은행, 유엔 개발 계획, 유럽 개발 기금이 실질적인 원조를 계속 설명할 것이다. 정부 기반시설, 특히 사법제도의 재활은 국제사회의 우선순위였고, 기반시설, 보건시설, 학교의 지속적인 보수와 확장이었다.
르완다 대학살 이후 투치 정부가 이끄는 투치 정부는 국가 경제를 개선하고 생계형 농업에 대한 의존도를 줄이기 위한 주요 프로그램을 시작했다. 인구 과잉과 그로 인한 희박한 농지 및 기타 자원 경쟁과 마찬가지로, 경제가 무너진 것은 대량학살의 주요 요인이었다. 정부는 주로 제조업과 서비스 산업을 구축하고 무역과 개발에 대한 장벽을 제거하는 데 초점을 맞췄다.

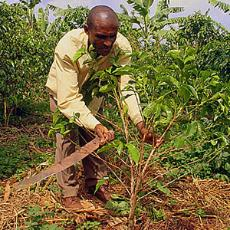
르완다의 커피 농사꾼

르완다 정부는 1996년 세수 수집 개선, 정부 자원 유출을 막기 위한 국영기업의 민영화 가속화, 수출 작물 및 식량 생산의 지속적인 개선을 통해 13%의 GDP 성장률을 기록했다. 차 농장과 공장들은 계속 재활을 하고 있고, 소작물인 커피는 농부들의 안전의식이 돌아오면서 더욱 심각하게 재활을 하고 있다. 하지만 회복의 길은 더딜 것이다.
2000년 1457만8560톤의 커피 생산량은 내전 이전 3만5000톤에서 4만톤의 커피 생산량과 비교된다. 2002년까지 차는 르완다의 최대 수출품이 되었으며, 차로 인한 수출 수입은 미화 1천8백만 달러에 달하며, 이는 15,000톤의 건조차에 해당한다. 르완다의 천연자원은 제한되어 있다. 소규모 광물 산업은 약 5%의 외환 수익을 제공한다. 중광물 석석(주석)와 콜탄(휴대폰, DVD 플레이어, 비디오 게임 시스템 및 컴퓨터와 같은 가전 제품에 사용되는 전자 캐시터 제조에 사용됨)이 농축되어 있다.
1997년 중반까지, 전쟁 전에 가동된 공장들 중 75%가 생산능력의 평균 75%로 생산 복귀했다. 산업 분야 투자는 대부분 기존 산업 공장의 수리에 국한되고 있다. 전쟁으로 황폐해진 소매업은 우간다, 부룬디, 콩고 민주 공화국에서 온 르완다 귀성민들에 의해 설립된 많은 새로운 소규모 사업들로 빠르게 되살아났다.
산업계는 종전 이후 1995년까지 외부 지원을 거의 받지 못했다. 1996년~1997년부터 정부는 대출보증, 경제자유화, 국영기업 민영화 등 기술 및 금융지원을 통해 산업부문의 생산회복을 돕는 데 점점 더 적극적이 되었다. 정부는 1998년 초 원스톱 투자촉진센터를 설치하고 외국인 및 국내 투자자에게 활성화 환경을 조성하는 새로운 투자코드를 시행했다. 자율수입기관도 운영을 시작해 징수 및 책임도 개선했다.
석석 생산량은 1990년에 1,000톤으로 정점을 찍었지만 2000년에는 700톤 미만이었다. 기록적인 콜탄 생산량은 1999년 147톤에서 2001년 1300톤으로 급증했으며, 콜탄은 2001년 단일 수출 최대 규모였다. 적어도 생산량 증가의 일부는 르완다에 새로운 광산이 문을 열기 때문이다. 그러나 이러한 증가는 콩고 콜탄의 부정 재수출 때문이기도 한 것이 사실이다. RDF(르완다 방위군)의 이 무역에 대한 잘 알려진 참여 외에도, 콜탄 재수출에 있어 또 다른 중요한 요소는 국제 딜러들이 DRC로부터 구매하지 말라는 압력을 받고 있기 때문에 DRC 콜탄이 르완다의 것으로 재수출되는 장려책이 증가한다는 것이다. 르완다는 또한 DRC로부터 부정 수출된 금과 다이아몬드를 거래하고 있다고 주장되고 있다.

## 농업 및 일차 자원
다른 농산물의 다른 생산물 외에. 바나나, 파인애플, 차, 커피, 담배와 같은 제품들은 가치가 높고 수출 지향적인 제품들이다.
2019년에는 르완다 경제의 29%를 농업이 차지했다.
르완다는 오랫동안 현금작물로 커피에 의존해 왔다. 1989년 커피 가격의 폭락은 구매력의 큰 감소와 국내 긴장을 증가시켰다.
르완다 경제는 1994년 대량 학살 기간 동안 광범위한 인명 손실, 기반 시설 유지 실패, 약탈, 중요한 현금 작물 관리 소홀로 큰 어려움을 겪었다. 이것은 GDP의 큰 하락을 초래했고 국가의 민간 및 외부 투자 유치 능력을 파괴했다. 경제는 그 후 강세를 보여, 1인당 GDP(PPP)는 1994년 416달러에서 2018년에는 2225달러로 추산되었다.

## 에너지 및 전기화
르완다는 21세기에 전력화 개선에 있어 엄청난 발전을 이루었다. 인프라 확장을 통해 수많은 새로운 지역이 전기화되었다.
산림의 고갈은 결국 르완다인들에게 요리와 난방을 위한 석탄 이외의 연료 공급원으로 눈을 돌리게 할 것이다. 산줄기와 호수가 풍부하다는 점을 감안할 때 수력 발전의 잠재력은 상당하다. 르완다는 부룬디, 콩고 민주 공화국과 공동 수력발전 프로젝트를 통해 이러한 천연자원을 활용하고 있다.

## 산업
산업 부문은 2012년 GDP의 16%를 차지할 정도로 성장하고 있다.
르완다의 제조업은 내부 소비를 위한 수입 대체품 생산이 지배하고 있다. 대기업은 맥주, 청량음료, 담배, 신발, 손수레, 비누, 매트리스, 플라스틱 파이프, 지붕 재료, 생수 등을 생산한다. 그 밖에 농산물, 소형 음료, 비누, 가구, 신발, 시멘트, 플라스틱 제품, 섬유, 담배 등이 제조된다.

## 같이 보기
- 르완다
- 유엔 아프리카 경제 위원회
- 아프리카의 경제